# Liste der Baudenkmäler in Duisburg-Walsum
Die Liste der Baudenkmäler in Duisburg-Walsum enthält die denkmalgeschützten Bauwerke auf dem Gebiet des Stadtbezirks Duisburg-Walsum in Nordrhein-Westfalen (Stand: 1. Januar 2025). Diese Baudenkmäler sind in der Denkmalliste der Stadt Duisburg eingetragen; Grundlage für die Aufnahme ist das Denkmalschutzgesetz Nordrhein-Westfalen (DSchG NRW).

## Liste der Baudenkmäler in Duisburg-Walsum
| Bild                                      | Bezeichnung                                             | Lage                                                | Beschreibung | Bauzeit                                              | Eingetragen seit   | Denkmal- nummer |
| ----------------------------------------- | ------------------------------------------------------- | --------------------------------------------------- | --- | ---------------------------------------------------- | ------------------ | --------------- |
| weitere Bilder                            | Katholische Kirche St. Konrad                           | Fahrn Boberstraße Karte                             | vom Architekten Emil Steffann geplantes Backsteinbauwerk, beinhaltete eine ebenfalls denkmalgeschützte Steinmeyer-Orgel (Nr. 177); aufgrund von Finanzproblemen des Bistums Essen wurde die Kirche geschlossen | 1953–1956                                            | 5. März 2009       | 580             |
| Hochkreuz                                 | Hochkreuz                                               | Aldenrade Dittfeldstraße Karte                      | Teil des ältesten Teil des Friedhofes Aldenrade, der zwischen 1908 und 1911 angelegt wurde. Das eigentliche Hochkreuz ist wie sein Sockel, auf dem das Bibelzitat „Ich bin die Auferstehung und das Leben“ (Joh 11,25 ) eingeprägt wurde, aus Gusseisen, vor dem Monument befindet sich eine Abdeckplatte. Das Hochkreuz ist baugleich mit den zur gleichen Zeit errichteten Hochkreuzen auf den Friedhöfen in Alt-Walsum und Eppinghoven. | 1911                                                 | 11. November 1998  | 473             |
| Kriegerdenkmal                            | Kriegerdenkmal                                          | Aldenrade Dittfeldstraße Karte                      | Teil eines Ensembles auf dem Friedhof Aldenrade | 1955                                                 | 11. November 1998  | 474             |
| Kriegsgräberstätte des Zweiten Weltkriegs | Kriegsgräberstätte des Zweiten Weltkriegs               | Aldenrade Dittfeldstraße Karte                      | Teil eines Ensembles auf dem Friedhof Aldenrade | um 1945                                              | 11. November 1998  | 474             |
| weitere Bilder                            | Evangelisches Gemeindezentrum                           | Wehofen Dr.-Hans-Böckler-Straße 302, 304, 306 Karte | | 1902 (Mittelbau) 1923 (Betsaal) 1928–1930 (Anbauten) | 5. Mai 2009        | 578             |
| weitere Bilder                            | Zeche Walsum: Fördergerüst über Schacht 1 „Franz Lenze“ | Alt-Walsum Dr.-Wilhelm-Roelen-Straße 129 Karte      | Hersteller: Gutehoffnungshütte. Alle weiteren Gebäude, darunter die ebenfalls ursprünglich unter Denkmalschutz gestellten Fördermaschinenhäuser sowie das Lüftergebäude, wurden ab 2009 abgerissen. | 1938–1939                                            | 14. Juli 2008      | 573             |
| Katholische Pfarrkirche St. Elisabeth     | Katholische Pfarrkirche St. Elisabeth                   | Vierlinden Elisabethstraße 6 Karte                  | | 1927–1928                                            | 11. November 1998  | 470             |
| Villa                                     | Villa                                                   | Fahrn Friedrich-Ebert-Straße 51 Karte               | | 1905                                                 | 12. November 1997  | 463             |
| BW                                        | Wohnhaus                                                | Overbruch Herzogstraße 30 Karte                     | | um 1800                                              | 16. Juni 1997      | 451             |
| weitere Bilder                            | ehemalige Treibscheibe                                  | Aldenrade Hooverstraße Karte                        | | zwischen 1909 und 1928                               | 22. September 1998 | 471             |
| weitere Bilder                            | Katholische Kirche St. Georg                            | Wehofen Im Eickelkamp 101 Karte                     | | 1966–1967                                            | 5. März 2009       | 581             |
| weitere Bilder                            | Katholische Kirche St. Juliana                          | Wehofen Unter den Kastanien 32 Karte                | | 1963–1965                                            | 12. September 2008 | 574             |
| weitere Bilder                            | Gasthaus mit Brennerei                                  | Alt-Walsum Kaiserstraße 57 Karte                    | | 1890–1891                                            | 21. April 1986     | 102             |
| Wohnhaus                                  | Wohnhaus                                                | Alt-Walsum Kaiserstraße 108 Karte                   | | 1832                                                 | 16. Juni 1997      | 445             |
| Wohnhaus des ehemaligen Bienenhofes       | Wohnhaus des ehemaligen Bienenhofes                     | Alt-Walsum Kaiserstraße 116 Karte                   | | nach 1850                                            | 16. Juni 1997      | 446             |
| Wohnhaus                                  | Wohnhaus                                                | Alt-Walsum Kaiserstraße 124 Karte                   | | um 1860                                              | 16. Juni 1997      | 447             |
| Wohnhaus                                  | Wohnhaus                                                | Alt-Walsum Kaiserstraße 166 Karte                   | | vmtl. 1847                                           | 16. Juni 1997      | 448             |
| Hofanlage                                 | Hofanlage                                               | Alt-Walsum Kaiserstraße 177 Karte                   | | 1846                                                 | 16. Juni 1997      | 449             |
| BW                                        | Scheune                                                 | Alt-Walsum Kaiserstraße 177 Karte                   | nachträgliche Eintragung der rückwärtigen Backsteinscheune | vmtl. um 1846                                        | 25. Juni 2024      | 449             |
| weitere Bilder                            | Katholische Pfarrkirche St. Dionysius                   | Alt-Walsum Kirchstraße 6 Karte                      | | 1881–1883                                            | 26. März 1985      | 71              |
| weitere Bilder                            | Katholische Pfarrkirche St. Josef                       | Aldenrade Kolpingstraße 8 Karte                     | dreischiffige Basilika von Josef Franke mit halbrundem Chor und Westturm inklusive Sakristeianbau. Die ursprünglich auch denkmalgeschützten, östlich an die Kirche anschließenden Gebäude, das Pfarrhaus und der Gemeindesaal, wurden 2013 aus der Denkmalliste ausgetragen. | 1914–1915                                            | 11. November 1997  | 462             |
|                                           | Orgel der Kirche St. Josef                              | Aldenrade Kolpingstraße 8                           | Walcker-Orgel in der kath. Pfarrkirche St. Josef, 1957 erbaut, nachträglich denkmalgeschützt | 1957                                                 | 1. April 2010      | 462             |
| Mahnmal für die Opfer des Kapp-Putsches   | Mahnmal für die Opfer des Kapp-Putsches                 | Alt-Walsum Königstraße Karte                        | | –                                                    | 15. März 1985      | 46              |
| Hubbrücke                                 | Hubbrücke                                               | Alt-Walsum Königstraße Karte                        | Ursprünglich wurde die Brücke 1935 errichtet, weil die Königstraße durch die Anlegung des zecheneigenen Nordhafens Walsum getrennt werden musste. Ende des Zweiten Weltkriegs wurde sie zerstört und 1950 wieder aufgebaut. Die Brücke ist 89 m lang, die Hubtürme sind 14 m hoch und das mittlere Brückenfeld lässt sich um 9 m anheben.                                                                                                  | 1950                                                 | 16. Juni 1997      | 444             |
| weitere Bilder                            | Hochkreuz mit Pfarrergräbern                            | Alt-Walsum Königstraße Karte                        | Das Hochkreuz mit Sockel wurde anlässlich der Eröffnung des Friedhofes im Jahre 1911 errichtet. Es ist baugleich mit den zur gleichen Zeit errichteten Hochkreuzen auf den Friedhöfen in Aldenrade und Eppinghoven. | 1911                                                 | 10. November 1997  | 457             |
| Wegekapelle                               | Wegekapelle                                             | Alt-Walsum Königstraße 73 Karte                     | Die Wegekapelle wurde als Ersatz für eine alte Wegekapelle an der benachbarten Querstraße gebaut, als diese dem Nordhafenbau weichen musste. | 1935–1936                                            | 10. November 1997  | 458             |
| Hülsermannshof                            | Hülsermannshof                                          | Aldenrade Lindemanshof 13 Karte                     | auch Lindemanshof | 1860                                                 | 15. März 1985      | 44              |
| weitere Bilder                            | Katholische Kirche St. Ludgerus                         | Aldenrade Ludgerusstraße 8 Karte                    | Nachkriegskirchenbau mit Architekturformen im Sinne des zweiten Vatikanischen Konzils mit separat stehendem Glockenturm vom Dinslakener Architekten Heinz Buchmann | 1960–1961                                            | 2. September 2024  | 749             |
| Wohnhaus                                  | Wohnhaus                                                | Aldenrade Prinzenstraße 79 Karte                    | | Ende 19. Jh.                                         | 12. November 1997  | 464             |
| Gasthof Walsumer Hof                      | Gasthof Walsumer Hof                                    | Alt-Walsum Rheinstraße 16 Karte                     | zweigeschossiges, verputztes Backsteingebäude mit rückseitig rechtwinklig anschließendem Saalanbau, das seit 1838 von der Familie Langhoff als Restaurant genutzt wird. Das Gebäude ist im Kern älter und wurde Ende des 19. Jahrhunderts überformt. | vmtl. um 1800                                        | 16. Juni 1997      | 450             |
| Bahnhofsempfangsgebäude                   | Bahnhofsempfangsgebäude                                 | Alt-Walsum Römerstraße 251 Karte                    | | 1912                                                 | 6. April 1988      | 141             |
| weitere Bilder                            | Evangelische Kirche                                     | Aldenrade Friedrich-Ebert-Straße 143 Karte          | | um 1905                                              | 10. November 1997  | 459             |
| Evangelisches Gemeindehaus                | Evangelisches Gemeindehaus                              | Aldenrade Schulstraße 2 Karte                       | Architekten: Ewald Schnaare und Viktor Czajerek | 1927                                                 | 10. November 1997  | 460             |
| ehemalige Schule                          | ehemalige Schule                                        | Aldenrade Schulstraße 7 Karte                       | | um 1900                                              | 11. November 1997  | 461             |

## Ehemalige Baudenkmäler
| Bild           | Bezeichnung                                                     | Lage                                           | Beschreibung | Bauzeit                         | Eingetragen seit             | Denkmal- nummer |
| -------------- | --------------------------------------------------------------- | ---------------------------------------------- | --- | ------------------------------- | ---------------------------- | --------------- |
| BW             | Zeche Walsum: Fördermaschinenhäuser von Schacht 1 „Franz Lenze“ | Alt-Walsum Dr.-Wilhelm-Roelen-Straße 129 Karte | Bei den beiden Fördermaschinenhäuser handelte es sich um Bausteinbauten, die sich zu Füßen des erhaltenen Fördergerüsts über Schacht 1 „Franz Lenze“ befanden. Nachdem die Zeche 2008 stillgelegt wurde, wurden sie um 2010 mit allen anderen Zechengebäuden zurückgebaut. | 1938–1939                       | 14. Juli 2008                | 573             |
| BW             | Zeche Walsum: Lüftergebäude mit Lüfter                          | Alt-Walsum Dr.-Wilhelm-Roelen-Straße 129 Karte | Das Lüftergebäude war eine zwischen dem östlichen Schacht 1 „Franz Lenze“ und dem westlichen Schacht 2 „Wilhelm Roelen“ stehende, schmale, quaderförmige Backsteinhalle mit Flachdach über einem kräftigen und allseitig leicht vorkragenden Traufgesims. Der ursprünglich erhaltene Lüfter vor der nördlichen Längsfassade bestand aus dem Diffusor über quadratischem Grundriss, dem Ventilator, der mit einem AEG-Asyncronmotor ausgestattet war, und dem zum Wilhelm-Roelen-Schacht orientierten Hauptschieber, mit dem die Verbindung zum Schacht unterbrochen werden konnte. Die Zeche wurde 2008 stillgelegt. Das Lüftergebäude wurde danach, zusammen mit allen anderen Zechengebäuden bis auf das Fördergerüst über Schacht 1, zurückgebaut. | um 1939 (Gebäude) 1943 (Lüfter) | 14. Juli 2008                | 573             |
| weitere Bilder | Vierlindenhof                                                   | Vierlinden Friedrich-Ebert-Straße 364 Karte    | zweistöckiges Bauernhaus aus Backstein mit spätbarockem Giebel, dessen Ackerflächen auf dem Grund des heutigen Stadtteils Vierlinden liegen. Es ist Zeugnis der Agrarstruktur und die frühere dörfliche Siedlungsweise im Duisburger Raum. In der Nacht auf den 17. Mai 2012 brannte der Vierlindenhof bis auf die Grundmauern nieder und wurde anschließend aus der Denkmalliste gelöscht | 1819                            | 15. März 1985 gelöscht: 2012 | 43              |
| BW             | Hochkreuz und Gräber                                            | Alt-Walsum Kirchstraße Karte                   | aus unbekannten Gründen nicht mehr vorhanden | 1867                            | 22. September 1998           | 472             |